# Georg zu Mecklenburg (1528–1552)
Georg von Mecklenburg (* 23. Februar 1528; † 20. Juli 1552 vor Frankfurt am Main) war der dritte Sohn des Herzogs Albrecht VII. zu Mecklenburg.

## Leben
Er wurde ab 1537 am Hofe der Herzogin Elisabeth von Braunschweig mit deren Sohn Erich der Jüngere (II.) gemeinschaftlich erzogen und schloss sich mit diesem 1546 den Hilfstruppen an, welche Moritz von Sachsen Kaiser Karl V. zuführte. Wahrscheinlich nahm Georg an dem Zug des Letzteren während des Schmalkaldischen Krieges gegen den Kurfürsten von Sachsen und an der Schlacht bei Mühlberg teil, genannt wird er jedoch erst 1550, in welchem Jahre er sich mit Moritz bei der Belagerung der wegen verweigerter Annahme des Interims in Acht erklärten Stadt Magdeburg befand. Bald nach dem Beginn der Belagerung, welche vom 16. September 1550 bis 9. November 1551 dauerte, wurde Georg, noch im Jahr 1550, bei einem Ausfall der Magdeburger gefangen genommen und kam erst nach der Kapitulation der Stadt wieder frei. Von Januar bis November 1551 lebte er in Magdeburg im Haus Zum Lindwurm.
Georg blieb nun bei Moritz, schloss sich mit diesem dem Fürstenaufstand gegen den Kaiser an und hatte zu Anfang des Jahres 1551 die Stadt Wolmirstedt inne. Mit den übrigen Fürsten des Fürstenaufstands war er vor Augsburg, wo sie sich versammelten, wohnte der Belagerung dieser Stadt vom 1. bis zum 5. April bei und zog dann mit ihnen nach Tirol, wo er am 19. Mai die von den Kaiserlichen gut befestigte Ehrenberger Klause erstürmte. Durch seine Tapferkeit trug er wesentlich zur schnellen Beendigung des Feldzuges bei, welchen der Passauer Vertrag beschloss. Hierauf nahm er an der am 17. Juli beginnenden Belagerung der Stadt Frankfurt am Main teil. Am 20. Juli traf ihn eine aus der Stadt abgefeuerte Kanonenkugel und riss ihm das rechte Bein weg; infolge dieser Verwundung starb er am selben Tag. Sein Leichnam wurde für die Überführung nach Mecklenburg vorbereitet und seine Eingeweide in Hanau beigesetzt, „doch nach wittenbergischen brauch“. Seine letzte Ruhe fand er am 7. August in der Heilig-Blut-Kapelle, der Grablege der Mecklenburger Herzöge, im Schweriner Dom.